# Ososy
Ososy (biał. Асосы; ros. Ососы) – wieś na Białorusi, w obwodzie brzeskim, w rejonie lachowickim, w sielsowiecie Honczary.

## Historia
W XIX w. zaścianek.
W dwudziestoleciu międzywojennym wieś leżąca w Polsce, w województwie nowogródzkim, w powiecie baranowickim, w gminie Niedźwiedzica. W 1921 miejscowość liczyła 113 mieszkańców, zamieszkałych w 23 budynkach, w tym 111 Polaków i 2 Białorusinów. 108 mieszkańców było wyznania rzymskokatolickiego i 5 prawosławnego.
Po II wojnie światowej w granicach Związku Sowieckiego. Od 1991 w niepodległej Białorusi.